# Liste der osttimoresischen Botschafter in den Vereinigten Staaten

Die Vereinigten Staaten (orange) und Osttimor (grün)

Diese Liste führt die osttimoresischen Botschafter in den Vereinigten Staaten auf.

## Hintergrund
Die Botschaft befindet sich in 4201 Connecticut Ave. NW, Suite 504, Washington, D.C. 20008.

## Liste
| Name                           | Bild     | Amtszeit            | Anmerkungen                                                                                           |
| Osttimor                       | Osttimor | Osttimor            | Osttimor                                                                                              |
| ------------------------------ | -------- | ------------------- | --- |
| Constâncio Pinto               |          | 20. Mai 2002 – 2003 | Senior diplomat                                                                                       |
| José Luís Guterres             |          | 8. Mai 2003 – 2006  | Gleichzeitig Ständiger Vertreter bei den Vereinten Nationen                                           |
| Jorge Trindade Neves de Camões |          | 2007–2009           | Charge d’Affaires ad interim                                                                          |
| Constâncio Pinto               |          | 2009 – 2012         | Akkreditierung für die USA: 23. Oktober 2009, auch akkreditiert für Kanada und Mexiko                 |
| Domingos Sarmento Alves        |          | 2014–2019           | Ernennung: 21. Mai 2014 Akkreditierung für die USA: 3. Juni 2014. Ernennung für Kanada: 25. Juni 2014 |
| Isílio Coelho                  |          | seit 2020           | Ernennung: 13. August 2019 Akkreditierung: 10. Januar 2020.                                           |